# Jose Serofia Palma
Jose Serofia Palma (Dingle, 19 marzo 1950) è un arcivescovo cattolico filippino, dal 16 luglio 2025 arcivescovo emerito di Cebu. È membro professo dell'Ordine dei frati predicatori.

## Biografia
Studioso di teologia e filosofia sia in patria che a Roma, ha conseguito la licenza in teologia all'Università "San Tomaso" di Manila mentre ha ottenuto il dottorato a Roma, presso la Pontificia Università San Tommaso d'Aquino, durante gli studi entra a far parte dell'Ordine dei frati predicatori.
Viene ordinato sacerdote il 21 agosto 1976 ed è incardinato nell'arcidiocesi natale di Jaro.
Dopo un anno come vicario parrocchiale presso la cattedrale di Jaro, è insegnante ed educatore presso il St. Vincent Ferrer Seminary e poi diventa rettore del St. Joseph Regional Seminary.
Il 28 novembre 1997 papa Giovanni Paolo II lo nomina vescovo titolare di Vazari-Didda e ausiliare dell'arcidiocesi di Cebu. Riceve la consacrazione episcopale il 13 gennaio 1998 dal nunzio apostolico nelle Filippine, l'arcivescovo Gian Vincenzo Moreni.
Il 13 gennaio 1999, ad un anno esatto dalla sua consacrazione episcopale, è chiamato dallo stesso papa a reggere la diocesi di Calbayog.
Papa Benedetto XVI lo promuove alla dignità arcivescovile nominandolo alla sede metropolitana di Palo.
Il 15 ottobre 2010 papa Benedetto XVI, nell'accogliere la rinuncia dal governo pastorale dell'arcidiocesi di Cebu presentata per raggiunti limiti d'età dal cardinale Ricardo Jamin Vidal, lo nomina suo successore.
Nel 2011 è eletto presidente della Conferenza episcopale filippina.
Il 16 luglio 2025 papa Leone XIV accoglie la sua rinuncia, presentata per raggiunti limiti di età, al governo pastorale dell'arcidiocesi di Cebu; gli succede Alberto Sy Uy, fino ad allora vescovo di Tagbilaran.

## Genealogia episcopale e successione apostolica
La genealogia episcopale è:
- Cardinale Scipione Rebiba
- Cardinale Giulio Antonio Santori
- Cardinale Girolamo Bernerio, O.P.
- Arcivescovo Galeazzo Sanvitale
- Cardinale Ludovico Ludovisi
- Cardinale Luigi Caetani
- Cardinale Ulderico Carpegna
- Cardinale Paluzzo Paluzzi Altieri degli Albertoni
- Papa Benedetto XIII
- Papa Benedetto XIV
- Papa Clemente XIII
- Cardinale Marcantonio Colonna
- Cardinale Giacinto Sigismondo Gerdil, B.
- Cardinale Giulio Maria della Somaglia
- Cardinale Carlo Odescalchi, S.I.
- Cardinale Costantino Patrizi Naro
- Cardinale Lucido Maria Parocchi
- Papa Pio X
- Papa Benedetto XV
- Papa Pio XII
- Cardinale Eugène Tisserant
- Papa Paolo VI
- Cardinale Agostino Casaroli
- Arcivescovo Gian Vincenzo Moreni
- Arcivescovo Jose Serofia Palma

La successione apostolica è:
- Vescovo Daniel Patrick Yee Parcon (2014)
- Vescovo Dennis Cabanada Villarojo (2015)
- Vescovo Ruben Caballero Labajo (2022)